# خوان گارسیا پستیگو
خوان گارسیا پستیگو (انگلیسی: Juan García Postigo؛ زادهٔ ۱۹ ژانویهٔ ۱۹۸۲) هنرپیشه، و مدل (شخص) اهل اسپانیا است.